# Надп'ятково-гомілковий суглоб
Надп'ятково-гомі́лко́вий суглоб, раніше гомілковосто́пний суглоб (лат. articulatio talocruralis) — суглоб нижньої кінцівки, який утворюють суглобові поверхні дистальних кінців великогомілкової та малогомілкової кісток, а також суглобова поверхня блоку надп'яткової кістки. Гомілковостопний суглоб — складний, блокоподібний суглоб.

## Кістки
У формуванні надп'ятково-гомілкового суглоба беруть участь великогомілкова кістка, малогомілкова кістка (дистальна суглобова поверхня) та надп'яткова кістка.

## Суглобова сумка
Суглобова сумка (лат. capsula articularis) кріпиться переважно по краю суглобового хряща. Проте, суглобова сумка кріпить до шийки надп'яткової кістки в області передньої поверхні останньої.

## Зв'язки
Зв'язки надп'ятково-гомілкового суглоба кріпляться на бокових поверхнях кісток, що формують його.

### Медіальна зв'язка
Медіальна зв'язка розташована на внутрішній бічній поверхні суглоба та поділяється на 4 частини.
1. Передня великогомілково-надп'яткова частина
2. Задня великогомілково-надп'яткова частина
3. Великогомілково-човноподібна частина
4. Великогомілково-п'яткова частина

### Передня надп'ятково-малогомілкова зв'язка
Передня надп'ятково-малогомілкова зв'язка (лат. lig. talofibulare) — прикріплюється до переднього краю латеральної гомілки та до бічної поверхні шийки надп'яткової кістки.

### П'ятково-малогомілкова зв'язка
П'ятково-малогомілкова зв'язка (лат. lig. calcaneofibulare) — прикріплюється до зовнішньої поверхні латеральної гомілки та латеральної поверхні п'яткової кістки.

### Задня надп'ятково-малогомілкова зв'язка
Задня надп'ятково-малогомілкова зв'язка (лат. lig. talofibulare posterius) — прикріплюється до заднього краю гомілки та латерального горбка заднього відростка надп'яткової кістки.

## Рухи
В гомілковостопному суглобі можливі рухи згинання та розгинання стопи (фронтальна площина), а також помірне відведення та приведення (стрілоподібна площина).